# La Gresle
La Gresle és un municipi francès situat al departament del Loira i a la regió d'Alvèrnia-Roine-Alps. L'any 2007 tenia 818 habitants.

## Demografia

### Població
El 2007 la població de fet de La Gresle era de 818 persones. Hi havia 317 famílies de les quals 78 eren unipersonals (45 homes vivint sols i 33 dones vivint soles), 107 parelles sense fills, 111 parelles amb fills i 21 famílies monoparentals amb fills.
La població ha evolucionat segons el següent gràfic:
Habitants censats

### Habitatges
El 2007 hi havia 440 habitatges, 316 eren l'habitatge principal de la família, 71 eren segones residències i 53 estaven desocupats. 422 eren cases i 16 eren apartaments. Dels 316 habitatges principals, 264 estaven ocupats pels seus propietaris, 43 estaven llogats i ocupats pels llogaters i 9 estaven cedits a títol gratuït; 2 tenien una cambra, 3 en tenien dues, 24 en tenien tres, 92 en tenien quatre i 196 en tenien cinc o més. 253 habitatges disposaven pel capbaix d'una plaça de pàrquing. A 134 habitatges hi havia un automòbil i a 160 n'hi havia dos o més.

### Piràmide de població
La piràmide de població per edats i sexe el 2009 era:
| Homes | Edats   | Dones |
| ----- | ------- | ----- |
| 0     | 95 o +  | 0     |
| 0     | 90 a 94 | 0     |
| 4     | 85 a 89 | 8     |
| 4     | 80 a 84 | 24    |
| 40    | 75 a 79 | 28    |
| 20    | 70 a 74 | 12    |
| 12    | 65 a 69 | 44    |
| 8     | 60 a 64 | 20    |
| 12    | 55 a 59 | 20    |
| 24    | 50 a 54 | 32    |
| 28    | 45 a 49 | 24    |
| 28    | 40 a 44 | 16    |
| 32    | 35 a 39 | 24    |
| 24    | 30 a 34 | 24    |
| 12    | 25 a 29 | 12    |
| 24    | 20 a 24 | 28    |
| 28    | 15 a 19 | 20    |
| 12    | 10 a 14 | 8     |
| 24    | 5 a 9   | 32    |
| 24    | 0 a 4   | 12    |

## Economia
El 2007 la població en edat de treballar era de 477 persones, 350 eren actives i 127 eren inactives. De les 350 persones actives 335 estaven ocupades (186 homes i 149 dones) i 13 estaven aturades (3 homes i 10 dones). De les 127 persones inactives 64 estaven jubilades, 38 estaven estudiant i 25 estaven classificades com a «altres inactius».

### Ingressos
El 2009 a La Gresle hi havia 310 unitats fiscals que integraven 764 persones, la mediana anual d'ingressos fiscals per persona era de 16.988 €.

### Activitats econòmiques
Dels 30 establiments que hi havia el 2007, 2 eren d'empreses de fabricació d'altres productes industrials, 9 d'empreses de construcció, 5 d'empreses de comerç i reparació d'automòbils, 1 d'una empresa de transport, 3 d'empreses d'hostatgeria i restauració, 1 d'una empresa financera, 6 d'empreses de serveis, 1 d'una entitat de l'administració pública i 2 d'empreses classificades com a «altres activitats de serveis».
Dels 14 establiments de servei als particulars que hi havia el 2009, 1 era una oficina de correu, 1 una oficina bancària, 2 paletes, 2 guixaires pintors, 2 fusteries, 2 lampisteries, 1 electricista, 1 perruqueria i 2 restaurants.
L'únic establiment comercial que hi havia el 2009 era una llibreria.
L'any 2000 a La Gresle hi havia 27 explotacions agrícoles que ocupaven un total de 1.020 hectàrees.

## Equipaments sanitaris i escolars
El 2009 hi havia 2 escoles elementals.

## Poblacions més properes
El següent diagrama mostra les poblacions més properes.